# Heinestraße 4 (Ballenstedt)

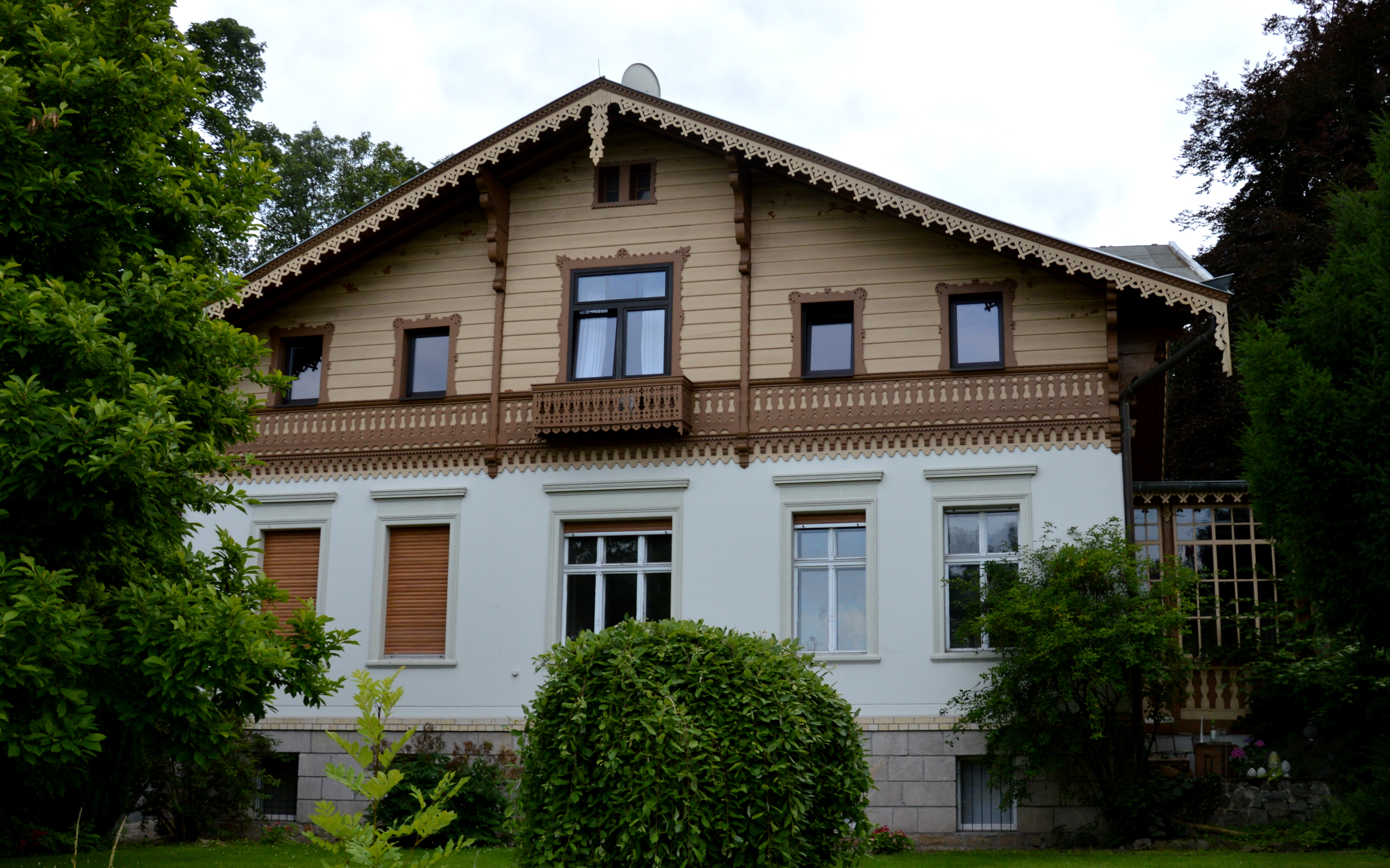
Villa Heinestraße 4

Das Gebäude Heinestraße 4 ist ein denkmalgeschütztes Wohnhaus in Ballenstedt in Sachsen-Anhalt.

## Lage
Das Gebäude befindet sich am südlichen Stadtrand Ballenstedts auf der Südseite der Heinestraße. Vor dem Haus verläuft der Selketalstieg.

## Architektur und Geschichte
Die Villa entstand in der Mitte des 19. Jahrhunderts in der Form eines sogenannten Schweizerhauses, einer im Harz zur Bauzeit beliebten Gestaltungsform. Das Gebäude ruht auf einem Sockel aus Putzquadern. Die Fassadengestaltung findet sich auf allen vier Gebäudeseiten und ist im Drempel und den Giebeln mit Holz verschalt. Außerdem ist das obere Geschoss üppig mit Laubsägearbeiten verziert. Die Fenster des Erdgeschosses sind mit einer Stuckrahmung versehen. An den einzelnen Gebäudeseiten sind der Eingangsbereich, ein Wintergarten sowie ein Balkon angeordnet.
Im Gebäudeinneren ist die Raumaufteilung original erhalten. Auch Teile der ursprünglichen Ausstattung sind noch vorhanden.
Im örtlichen Denkmalverzeichnis ist das Wohnhaus unter der Erfassungsnummer 094 50145 als Baudenkmal verzeichnet.